# Kanada na Letnich Igrzyskach Olimpijskich 2016
Kanadę na Letnich Igrzyskach Olimpijskich 2016 reprezentowało 314 zawodników: 127 mężczyzn i 183 kobiet. Był to dwudziesty szósty start reprezentacji Kanady na letnich igrzyskach olimpijskich.

## Zdobyte medale
| Medal  | Zawodnik | Dyscyplina        | Konkurencja                               | Rezultat                                                               | Data        |
| ------ | --- | ----------------- | ----------------------------------------- | ---------------------------------------------------------------------- | ----------- |
| Złoto  | Penny Oleksiak | Pływanie          | 100 m stylem dowolnym kobiet              | 52,70 s                                                                | 11 sierpnia |
| Złoto  | Rosannagh MacLennan | Gimnastyka        | trampolina kobiet                         | 58,465 pkt                                                             | 12 sierpnia |
| Złoto  | Derek Drouin | Lekkoatletyka     | skok wzwyż mężczyzn                       | 2,38 m                                                                 | 16 sierpnia |
| Złoto  | Erica Wiebe | Zapasy            | styl wolny waga powyżej 75 kg kobiet      | W finale pokonała reprezentantkę Kazachstanu Giuzel Maniurowa          | 18 sierpnia |
| Srebro | Penny Oleksiak | Pływanie          | 100 m stylem motylkowy kobiet             | 56,46 s                                                                | 7 sierpnia  |
| Srebro | Lindsay Jennerich Patricia Obee | Wioślarstwo       | dwójka podwójna wagi lekkiej kobiet       | 7:05,88                                                                | 12 sierpnia |
| Srebro | Andre De Grasse | Lekkoatletyka     | bieg na 200 m mężczyzn                    | 20,02 s                                                                | 18 sierpnia |
| Brąz   | Sandrine Mainville Chantal van Landeghem Taylor Ruck Michelle Williams Penny Oleksiak | Pływanie          | sztafeta 4 × 100 m stylem dowolnym kobiet | 3:32,89                                                                | 6 sierpnia  |
| Brąz   | Britt Benn Hannah Darling Bianca Farella Jen Kish Ghislaine Landry Megan Lukan Kayla Moleschi Karen Paquin Kelly Russell Ashley Steacy Natasha Watcham-Roy Charity Williams | Rugby             | turniej kobiet                            | W meczu o brązowy medal pokonały reprezentację Wielkiej Brytanii 33:10 | 8 sierpnia  |
| Brąz   | Kylie Masse | Pływanie          | 100 m stylem grzbietowym kobiet           | 58,76 s                                                                | 8 sierpnia  |
| Brąz   | Meaghan Benfeito Roseline Filion | Skoki do wody     | Wieża 10 m synchronicznie kobiet          | 336,18 pkt                                                             | 9 sierpnia  |
| Brąz   | Katerine Savard Taylor Ruck Brittany MacLean Penny Oleksiak Emily Overholt Kennedy Goss | Pływanie          | sztafeta 4 × 200 m stylem dowolnym kobiet | 7:45,39                                                                | 10 sierpnia |
| Brąz   | Hilary Caldwell | Pływanie          | 200 m stylem grzbietowym kobiet           | 2:07,54                                                                | 12 sierpnia |
| Brąz   | Allison Beveridge Jasmin Glaesser Laura Brown Kirsti Lay Georgia Simmerling | Kolarstwo torowe  | wyścig drużynowy na dochodzenie kobiet    | 4:14,62                                                                | 13 sierpnia |
| Brąz   | Brianne Theisen-Eaton | Lekkoatletyka     | Siedmiobój                                | 6653 pkt                                                               | 13 sierpnia |
| Brąz   | Andre De Grasse | Lekkoatletyka     | bieg na 100 m mężczyzn                    | 9,91 s                                                                 | 14 sierpnia |
| Brąz   | Meaghan Benfeito | Skoki do wody     | Wieża 10 m indywidualnie kobiet           | 389,20 pkt                                                             | 18 sierpnia |
| Brąz   | Damian Warner | Lekkoatletyka     | Dziesięciobój                             | 8666 pkt                                                               | 18 sierpnia |
| Brąz   | Stephanie Labbé Ashley Lawrence Allysha Chapman Desiree Scott Kadeisha Buchanan Christine Sinclair Shelina Zadorsky Sophie Schmidt Rebecca Quinn Melissa Tancredi Deanne Rose Nichelle Prince Rhian Wilkinson Janine Beckie Diana Matheson Jessie Fleming Josée Bélanger Sabrina D’Angelo | Piłka nożna       | turniej kobiet                            | W meczu o brązowy medal pokonały reprezentację Brazylii 2:1            | 19 sierpnia |
| Brąz   | Eric Lamaze | Jeździectwo       | skoki przez przeszkody indywidualnie      | 4 pkt                                                                  | 19 sierpnia |
| Brąz   | Akeem Haynes Aaron Brown Brendon Rodney Andre De Grasse Mobolade Ajomale | Lekkoatletyka     | sztafeta 4 × 100 m mężczyzn               | 37,64 s                                                                | 19 sierpnia |
| Brąz   | Catharine Pendrel | Kolarstwo górskie | cross-country kobiet                      | 1:31:41                                                                | 20 sierpnia |

## Skład kadry

### Badminton
| Zawodnik       | Konkurencja        | Faza grupowa            | Faza grupowa                    | Faza grupowa     | Pozycja | 1/8              | Ćwierćfinały     | Półfinały        | Finał            | Finał   | Źródło |
| Zawodnik       | Konkurencja        | Przeciwnik Wynik        | Przeciwnik Wynik                | Przeciwnik Wynik | Pozycja | Przeciwnik Wynik | Przeciwnik Wynik | Przeciwnik Wynik | Przeciwnik Wynik | Pozycja | Źródło |
| -------------- | ------------------ | ----------------------- | ------------------------------- | ---------------- | ------- | ---------------- | ---------------- | ---------------- | ---------------- | ------- | ------ |
| Martin Giuffre | gra pojedyncza (m) | Ng 0:2 (11-21,14-21)    | Martins 2:1 (14-21,24-22, 21-6) | N/A              | 2.      | NQ               | NQ               | NQ               | NQ               | NQ      | [ 16 ] |
| Michelle Li    | gra pojedyncza (k) | Sárosi 2:0 (21-11,21-8) | Sindhu 1:2 (21-13,15-21,17-21)  | N/A              | 2.      | NQ               | NQ               | NQ               | NQ               | NQ      | [ 17 ] |

### Boks
| Zawodnik           | Konkurencja                   | 1/16             | 1/8                | Ćwierćfinał      | Półfinał         | Finał            | Finał   | Źródło |
| Zawodnik           | Konkurencja                   | Przeciwnik Wynik | Przeciwnik Wynik   | Przeciwnik Wynik | Przeciwnik Wynik | Przeciwnik Wynik | Miejsce | Źródło |
| ------------------ | ----------------------------- | ---------------- | ------------------ | ---------------- | ---------------- | ---------------- | ------- | ------ |
| Arthur Biyarslanov | waga lekkopółśrednia mężczyzn | Al-Kasbeh W 3-0  | Harut’yunyan P 0-3 | NQ               | NQ               | NQ               | NQ      | [ 18 ] |
| Mandy Bujold       | waga musza kobiet             | N/A              | Mirzajewa W 3-0    | Ren P 0-3        | NQ               | NQ               | NQ      | [ 19 ] |
| Ariane Fortin      | waga średnia kobiet           | N/A              | Szakimowa P 1-2    | NQ               | NQ               | NQ               | NQ      | [ 20 ] |

### Gimnastyka
Mężczyźni
| Zawodnik     | Konkurencja     | Kwalifikacje | Kwalifikacje | Kwalifikacje | Kwalifikacje | Kwalifikacje | Kwalifikacje | Kwalifikacje | Kwalifikacje | Finał    | Finał    | Finał    | Finał    | Finał    | Finał    | Finał | Finał   | Źródło |
| Zawodnik     | Konkurencja     | Przyrząd     | Przyrząd     | Przyrząd     | Przyrząd     | Przyrząd     | Przyrząd     | Razem        | Pozycja      | Przyrząd | Przyrząd | Przyrząd | Przyrząd | Przyrząd | Przyrząd | Razem | Pozycja | Źródło |
| Zawodnik     | Konkurencja     | F            | PH           | R            | V            | PB           | HB           | Razem        | Pozycja      | F        | PH       | R        | V        | PB       | HB       | Razem | Pozycja | Źródło |
| ------------ | --------------- | ------------ | ------------ | ------------ | ------------ | ------------ | ------------ | ------------ | ------------ | -------- | -------- | -------- | -------- | -------- | -------- | ----- | ------- | ------ |
| Scott Morgan | Ćwiczenia wolne | 14,966       | N/A          | N/A          | N/A          | N/A          | N/A          | 14,966       | 18.          | NQ       | NQ       | NQ       | NQ       | NQ       | NQ       | NQ    | NQ      | [ 21 ] |
| Scott Morgan | Kółka           | N/A          | N/A          | 14,533       | N/A          | N/A          | N/A          | 14,533       | 27.          | NQ       | NQ       | NQ       | NQ       | NQ       | NQ       | NQ    | NQ      | [ 21 ] |
| Scott Morgan | skoki           | N/A          | N/A          | N/A          | 14,470       | N/A          | N/A          | 14,470       | 14.          | NQ       | NQ       | NQ       | NQ       | NQ       | NQ       | NQ    | NQ      | [ 21 ] |

Kobiety
| Zawodniczka     | Konkurencja        | Kwalifikacje | Kwalifikacje | Kwalifikacje | Kwalifikacje | Kwalifikacje | Kwalifikacje | Finał    | Finał    | Finał    | Finał    | Finał | Finał   | Źródło |
| Zawodniczka     | Konkurencja        | Przyrząd     | Przyrząd     | Przyrząd     | Przyrząd     | Razem        | Pozycja      | Przyrząd | Przyrząd | Przyrząd | Przyrząd | Razem | Pozycja | Źródło |
| Zawodniczka     | Konkurencja        | V            | UB           | BB           | F            | Razem        | Pozycja      | V        | UB       | BB       | F        | Razem | Pozycja | Źródło |
| --------------- | ------------------ | ------------ | ------------ | ------------ | ------------ | ------------ | ------------ | -------- | -------- | -------- | -------- | ----- | ------- | ------ |
| Ellie Black     | Wielobój drużynowy | 14,499       | 14,500       | 13,566       | 14,133       | 56,965       | 13.          | NQ       | NQ       | NQ       | NQ       | NQ    | NQ      | [ 22 ] |
| Shallon Olsen   | Wielobój drużynowy | 14,950       | N/A          | N/A          | 13,866       | N/A          | N/A          | NQ       | NQ       | NQ       | NQ       | NQ    | NQ      | [ 23 ] |
| Isabela Onyshko | Wielobój drużynowy | 14,000       | 14,733       | 14,533       | 13,966       | 57,232       | 10.          | NQ       | NQ       | NQ       | NQ       | NQ    | NQ      | [ 24 ] |
| Brittany Rogers | Wielobój drużynowy | 14,666       | 14,266       | 13,466       | N/A          | N/A          | N/A          | NQ       | NQ       | NQ       | NQ       | NQ    | NQ      | [ 25 ] |
| Rose-Kaying Woo | Wielobój drużynowy | N/A          | 13,733       | 13,233       | 13,566       | N/A          | N/A          | NQ       | NQ       | NQ       | NQ       | NQ    | NQ      | [ 26 ] |
| RAZEM           | Wielobój drużynowy | 44,732       | 43,499       | 41,565       | 41,965       | 171,761      | 9.           | NQ       | NQ       | NQ       | NQ       | NQ    | NQ      | [ 27 ] |

| Zawodniczka     | Konkurencja            | Kwalifikacje | Kwalifikacje | Kwalifikacje | Kwalifikacje | Kwalifikacje | Kwalifikacje | Finał     | Finał     | Finał     | Finał     | Finał  | Finał   | Źródło |
| Zawodniczka     | Konkurencja            | Przyrządy    | Przyrządy    | Przyrządy    | Przyrządy    | Razem        | Pozycja      | Przyrządy | Przyrządy | Przyrządy | Przyrządy | Razem  | Pozycja | Źródło |
| Zawodniczka     | Konkurencja            | V            | UB           | BB           | F            | Razem        | Pozycja      | V         | UB        | BB        | F         | Razem  | Pozycja | Źródło |
| --------------- | ---------------------- | ------------ | ------------ | ------------ | ------------ | ------------ | ------------ | --------- | --------- | --------- | --------- | ------ | ------- | ------ |
| Ellie Black     | wielobój indywidualnie | 14,499       | 14,500       | 13,566       | 14,133       | 56,965       | 13.          | 14,866    | 14,500    | 14,566    | 14,366    | 58,298 | 5.      | [ 22 ] |
| Isabela Onyshko | wielobój indywidualnie | 14,000       | 14,733       | 14,533       | 13,966       | 57,232       | 10.          | 13,933    | 14,166    | 14,366    | 13,900    | 56,365 | 18.     | [ 24 ] |
| Isabela Onyshko | Równoważnia            | 14,533       | NQ           | NQ           | NQ           | 14,533       | 10.          | 13,400    | NQ        | NQ        | NQ        | 13,400 | 8.      | [ 24 ] |
| Shallon Olsen   | skoki                  | 14,950       | N/A          | N/A          | N/A          | 14,950       | 6.           | 14,816    | N/A       | N/A       | N/A       | 14,816 | 8.      | [ 23 ] |

#### Skoki na trampolinie
| Zawodnik            | Konkurencja | Eliminacje        | Eliminacje    | Eliminacje | Eliminacje | Eliminacje | Finał    | Finał     | Finał  | Finał  | Finał   | Finał   | Źródło |
| Zawodnik            | Konkurencja | Układ obowiązkowy | Układ dowolny | Kara       | Razem      | Pozycja    | Trudność | Wykonanie | Lot    | Kara   | Łącznie | Pozycja | Źródło |
| Zawodnik            | Konkurencja | Punkty            | Punkty        | Punkty     | Punkty     | Pozycja    | Punkty   | Punkty    | Punkty | Punkty | Punkty  | Pozycja | Źródło |
| ------------------- | ----------- | ----------------- | ------------- | ---------- | ---------- | ---------- | -------- | --------- | ------ | ------ | ------- | ------- | ------ |
| Jason Burnett       | mężczyźni   | 49,320            | 54,395        |            | 103,715    | 14.        | NQ       | NQ        | NQ     | NQ     | NQ      | NQ      | [ 28 ] |
| Rosannagh MacLennan | kobiety     | 47,490            | 55,640        |            | 103,130    | 3.         | 15,000   | 25,200    | 16,265 |        | 56,465  | złoto   | [ 2 ]  |

### Golf
| Zawodnik         | Konkurencja | Runda 1 | Runda 2 | Runda 3 | Runda 4 | Łącznie | Łącznie | Łącznie | Źródło |
| Zawodnik         | Konkurencja | Wynik   | Wynik   | Wynik   | Wynik   | Wynik   | Par     | Pozycja | Źródło |
| ---------------- | ----------- | ------- | ------- | ------- | ------- | ------- | ------- | ------- | ------ |
| Graham DeLaet    | Mężczyźni   | 66      | 71      | 74      | 69      | 280     | – 4     | 20.     | [ 29 ] |
| David Hearn      | Mężczyźni   | 73      | 70      | 74      | 66      | 283     | – 1     | 30.     | [ 29 ] |
| Brooke Henderson | kobiety     | 70      | 64      | 75      | 67      | 276     | – 8     | 7.      | [ 29 ] |
| Alena Sharp      | kobiety     | 72      | 69      | 75      | 69      | 285     | +1      | 30.     | [ 29 ] |

### Hokej na trawie
Turniej mężczyzn
- Reprezentacja mężczyzn

| - Benjamin Martin - Scott Tupper - Devohn Noronha-Teixeira - Gabriel Ho-Garcia - Keegan Pereira - Jagdish Gill - Adam Froese - Gordon Johnston |  | - Brenden Bissett - Mark Pearson - Matthew Sarmento - Iain Smythe - Matthew Guest - Sukhi Panesar - Taylor Curran - David Carter |

| Drużyna | Konkurencja | Faza grupowa     | Faza grupowa     | Faza grupowa     | Faza grupowa     | Faza grupowa     | Faza grupowa | Ćwierćfinały     | Półfinały        | Finał            | Pozycja | Źródło |
| Drużyna | Konkurencja | Przeciwnik Wynik | Przeciwnik Wynik | Przeciwnik Wynik | Przeciwnik Wynik | Przeciwnik Wynik | Pozycja      | Przeciwnik Wynik | Przeciwnik Wynik | Przeciwnik Wynik | Pozycja | Źródło |
| ------- | ----------- | ---------------- | ---------------- | ---------------- | ---------------- | ---------------- | ------------ | ---------------- | ---------------- | ---------------- | ------- | ------ |
| Kanada  | mężczyźni   | Niemcy 2:6       | Argentyna 1:3    | Holandia 0:7     | Irlandia 2:4     | Indie 2:2        | 6.           | NQ               | NQ               | NQ               | 11.     | [ 30 ] |

### Jeździectwo
Ujeżdżenie
| Zawodnik         | Koń                      | Konkurencja | Grand Prix | Grand Prix | Grand Prix Special | Grand Prix Special | Finał | Finał | Źródło |
| Zawodnik         | Koń                      | Konkurencja | Wynik      | Poz.       | Wynik              | Poz.               | Wynik | Poz.  | Źródło |
| ---------------- | ------------------------ | ----------- | ---------- | ---------- | ------------------ | ------------------ | ----- | ----- | ------ |
| Megan Lane       | Ujeżdżenie indywidualnie | Caravella   | 71,286     | 32.        | NQ                 | NQ                 | NQ    | NQ    | [ 14 ] |
| Belinda Trussell | Ujeżdżenie indywidualnie | Anton       | 72,214     | 26.        | 72,325.            | 27.                | NQ    | NQ    | [ 14 ] |

Skoki przez przeszkody
| Zawodnik                                           | Konkurencja         | Koń             | Runda 1 | Runda 1 | Runda 2 | Runda 2 | Runda 2 | Runda 3 | Runda 3 | Runda 3 | Finał   | Finał   | Finał   | Finał   | Finał | Finał | Źródło |
| Zawodnik                                           | Konkurencja         | Koń             | Runda 1 | Runda 1 | Runda 2 | Runda 2 | Runda 2 | Runda 3 | Runda 3 | Runda 3 | Runda A | Runda A | Runda B | Runda B | Razem | Razem | Źródło |
| Zawodnik                                           | Konkurencja         | Koń             | Błędy   | Poz.    | Błędy   | Razem   | Poz.    | Błędy   | Razem   | Poz.    | Błędy   | Poz.    | Błędy   | Poz.    | Błędy | Poz.  | Źródło |
| -------------------------------------------------- | ------------------- | --------------- | ------- | ------- | ------- | ------- | ------- | ------- | ------- | ------- | ------- | ------- | ------- | ------- | ----- | ----- | ------ |
| Yann Candele                                       | Skoki indywidualnie | First Choice 15 | 4       | 27.     | 0       | 4       | 15.     | 4       | 8       | 18.     | 12      | 32.     | NQ      | NQ      | 12    | 32.   | [ 14 ] |
| Tiffany Foster                                     | Skoki indywidualnie | Tripple X III   | 4       | 27.     | 4       | 8       | 30.     | 0       | 8       | 18.     | 4       | 16.     | 21      | 26.     | 21    | 26.   | [ 14 ] |
| Eric Lamaze                                        | Skoki indywidualnie | Fine Lady 5     | 0       | 1.      | 0       | 0       | 1.      | 0       | 0       | 1.      | 0       | 1.      | 0       | 1.      | 4     | brąz  | [ 14 ] |
| Amy Millar                                         | Skoki indywidualnie | Heros           | 0       | 1.      | 5       | 5       | 26.     | 12      | 17      | 38.     | NQ      | NQ      | NQ      | NQ      | NQ    | NQ    | [ 14 ] |
| Yann Candele Tiffany Foster Eric Lamaze Amy Millar | Skoki drużynowo     | jak wyżej       | N/A     | N/A     | N/A     | N/A     | N/A     | N/A     | N/A     | N/A     | 4       | 3.      | 8       | 3.      | 8     | 4.    | [ 14 ] |

WKKW
| Zawodnik                                                      | Konkurencja        | Koń                   | Ujeżdżenie | Cross country | Skoki (runda kwalifikacyjna) | Razem     | Skoki (runda finałowa) | Finał  | Pozycja | Źródło |
| ------------------------------------------------------------- | ------------------ | --------------------- | ---------- | ------------- | ---------------------------- | --------- | ---------------------- | ------ | ------- | ------ |
| Rebecca Howard                                                | WKKW indywidualnie | Riddle Master         | 49,40      | 12,40         | 0,00                         | 61,80     | 4,00                   | 65,80  | 10.     | [ 14 ] |
| Colleen Loach                                                 | WKKW indywidualnie | Qorry Blue d’Argouges | 56,50      | 85,20         | 4,00                         | 145,70    | NQ                     | 145,70 | 42.     | [ 14 ] |
| Kathryn Robinson                                              | WKKW indywidualnie | Let It Bee            | 49,40      | Wyeliminowana | NQ                           | NQ        | NQ                     | NQ     | NQ      | [ 14 ] |
| Jessica Phoenix                                               | WKKW indywidualnie | A Little Romance      | 52,00      | 75,60         | 4,00                         | 131,60    | NQ                     | 131,60 | 38.     | [ 14 ] |
| Rebecca Howard Colleen Loach Kathryn Robinson Jessica Phoenix | drużynowo          | jak wyżej             | jak wyżej  | jak wyżej     | jak wyżej                    | jak wyżej | N/A                    | 821,00 | 10.     | [ 14 ] |

### Judo
Mężczyźni
| Zawodnik               | Konkurencja | 1/32             | 1/16                   | 1/8               | Ćwierćfinał            | Półfinał         | Repasaże              | Finał/ 3.miejsce  | Finał/ 3.miejsce | Źródło |
| Zawodnik               | Konkurencja | Przeciwnik Wynik | Przeciwnik Wynik       | Przeciwnik Wynik  | Przeciwnik Wynik       | Przeciwnik Wynik | Przeciwnik Wynik      | Przeciwnik Wynik  | Pozycja          | Źródło |
| ---------------------- | ----------- | ---------------- | ---------------------- | ----------------- | ---------------------- | ---------------- | --------------------- | ----------------- | ---------------- | ------ |
| Sérgio Pessoa          | - 60 kg     | BYE              | Papinaszwili P 000-001 | NQ                | NQ                     | NQ               | NQ                    | NQ                | NQ               | [ 31 ] |
| Antoine Bouchard       | - 66 kg     | Ovinou W 100-000 | Pulajew W 001-000      | Bassou W 001-000  | Gomboc P 000-000       | NQ               | Tömörkhüleg W 010-000 | Ebinuma P 000-101 | 5.               | [ 32 ] |
| Antoine Valois-Fortier | - 81 kg     | BYE              | Pietri W 100-001       | Lucenti W 010-010 | Chałmurzajew P 001-101 | NQ               | Nagase P 001-101      | NQ                | 7.               | [ 33 ] |
| Kyle Reyes             | - 100 kg    | BYE              | Grol P 000-101         | NQ                | NQ                     | NQ               | NQ                    | NQ                | NQ               | [ 34 ] |

Kobiety
| Zawodniczka                 | Konkurencja | 1/16                | 1/8                 | Ćwierćfinał         | Półfinał            | Repasaże            | Finał / 3.miejsce   | Finał / 3.miejsce | Źródła |
| Zawodniczka                 | Konkurencja | Przeciwniczka Wynik | Przeciwniczka Wynik | Przeciwniczka Wynik | Przeciwniczka Wynik | Przeciwniczka Wynik | Przeciwniczka Wynik | Pozycja           | Źródła |
| --------------------------- | ----------- | ------------------- | ------------------- | ------------------- | ------------------- | ------------------- | ------------------- | ----------------- | ------ |
| Ecaterina Guica             | 52 kg       | BYE                 | Kuziutina P 000-000 | NQ                  | NQ                  | NQ                  | NQ                  | NQ                | [ 35 ] |
| Catherine Beauchemin-Pinard | 57 kg       | BYE                 | Karakas P 000-000   | NQ                  | NQ                  | NQ                  | NQ                  | NQ                | [ 36 ] |
| Kelita Zupancic             | 70 kg       | BYE                 | Stam W 000-000      | Tachimoto P 000-000 | NQ                  | Graf P 001-010      | NQ                  | 7.                | [ 37 ] |

### Kajakarstwo
Mężczyźni
| Zawodnik                     | Konkurencja | Eliminacje | Eliminacje | Półfinały | Półfinały | Finał    | Finał      | Pozycja | Źródło |
| Zawodnik                     | Konkurencja | Czas       | Pozycja    | Czas      | Pozycja   | Czas     | Pozycja    | Pozycja | Źródło |
| ---------------------------- | ----------- | ---------- | ---------- | --------- | --------- | -------- | ---------- | ------- | ------ |
| Mark de Jonge                | K-1 200m    | 34,898     | 3.         | 34,775    | 4.        | 36,080   | 7. Finał A | 7.      | [ 38 ] |
| Mark Oldershaw               | C-1 200m    | 42,972     | 4.         | 43,357    | 7.        | NQ       | NQ         | NQ      | [ 38 ] |
| Ryan Cochrane Hugues Fournel | K-2 200m    | 32,749     | 4.         | 33,494    | 3.        | 33,767   | 8. Finał A | 8.      | [ 38 ] |
| Adam van Koeverden           | K-1 1000m   | 3:37,212   | 3.         | 3:36,230  | 6.        | 3:31,872 | 1. Finał B | 9.      | [ 38 ] |

Kobiety
| Zawodniczka                                                       | Konkurencja | Eliminacje | Eliminacje | Półfinały | Półfinały | Finał    | Finał      | Pozycja | Źródło |
| Zawodniczka                                                       | Konkurencja | Czas       | Pozycja    | Czas      | Pozycja   | Czas     | Pozycja    | Pozycja | Źródło |
| ----------------------------------------------------------------- | ----------- | ---------- | ---------- | --------- | --------- | -------- | ---------- | ------- | ------ |
| Andréanne Langlois                                                | K-1 200m    | 40,956     | 3.         | 41,350    | 6.        | 42,099   | 6. Finał B | 14.     | [ 39 ] |
| Émilie Fournel                                                    | K-1 500m    | 1:53,670   | 2.         | 1:59,638  | 7.        | NQ       | NQ         | NQ      | [ 39 ] |
| Kathleen Fraser Genevieve Orton                                   | K-2 500m    | 1:46,148   | 6.         | 1:45,351  | 5.        | 1:49,389 | 5. Finał B | 13.     | [ 39 ] |
| Émilie Fournel Kathleen Fraser Andréanne Langlois Genevieve Orton | K-4 500m    | 1:34,269   | 4.         | 1:36,254  | 2.        | 1:40,733 | 8. Finał A | 8.      | [ 39 ] |

### Kajakarstwo górskie
Mężczyźni
| Zawodnik        | Konkurencja | Eliminacje | Eliminacje | Eliminacje | Eliminacje | Eliminacje | Eliminacje | Półfinały | Półfinały | Finał | Finał   | Pozycja | Źródło |
| Zawodnik        | Konkurencja | P 1        | M.         | P 2        | M.         | Razem      | M.         | Czas      | Miejsce   | Czas  | Miejsce | Pozycja | Źródło |
| --------------- | ----------- | ---------- | ---------- | ---------- | ---------- | ---------- | ---------- | --------- | --------- | ----- | ------- | ------- | ------ |
| Michael Tayler  | K-1 (m)     | 105,66     | 19.        | 93,47      | 12.        | 93,47      | 16.        | NQ        | NQ        | NQ    | NQ      | NQ      | [ 40 ] |
| Cameron Smedley | C-1 (m)     | 104,93     | 12.        | 104,83     | 13.        | 104,83     | 15.        | NQ        | NQ        | NQ    | NQ      | NQ      | [ 40 ] |

### Kolarstwo

#### Kolarstwo szosowe
| Zawodnik         | Konkurencja                    | Czas       | Pozycja | Źródło |
| ---------------- | ------------------------------ | ---------- | ------- | ------ |
| Michael Woods    | wyścig ze startu wspólnego (m) | 6:30:05    | 55.     | [ 41 ] |
| Antoine Duchesne | wyścig ze startu wspólnego (m) | DNF        | DNF     | [ 41 ] |
| Hugo Houle       | wyścig ze startu wspólnego (m) | DNF        | DNF     | [ 41 ] |
| Hugo Houle       | jazda indywidualna na czas (m) | 1:17:02,14 | 21.     | [ 41 ] |
| Karol-Ann Canuel | wyścig ze startu wspólnego (k) | 3:56:34    | 25.     | [ 42 ] |
| Tara Whitten     | wyścig ze startu wspólnego (k) | DNF        | DNF     | [ 42 ] |
| Leah Kirchmann   | wyścig ze startu wspólnego (k) | 4:01:29    | 38.     | [ 42 ] |
| Karol-Ann Canuel | jazda indywidualna na czas (k) | 46:30,93   | 13.     | [ 42 ] |
| Tara Whitten     | jazda indywidualna na czas (k) | 45:01,16   | 7.      | [ 42 ] |

#### Kolarstwo torowe
Sprint
| Zawodnik                      | Konkurencja       | Kwalifikacje  | Kwalifikacje    | Runda 1               | Repasaże                             | Runda 2         | Repasaże        | Wyścig o miejsce 9-12 | Ćwierćfinały    | Półfinały       | Finał           | Finał   | Źródło |
| Zawodnik                      | Konkurencja       | Czas Prędkość | Przeciwnik Czas | Pozycja               | Przeciwnik Czas                      | Przeciwnik Czas | Przeciwnik Czas | Przeciwnik Czas       | Przeciwnik Czas | Przeciwnik Czas | Przeciwnik Czas | Pozycja | Źródło |
| ----------------------------- | ----------------- | ------------- | --------------- | --------------------- | ------------------------------------ | --------------- | --------------- | --------------------- | --------------- | --------------- | --------------- | ------- | ------ |
| Kate O’Brien                  | indywidualnie (k) | 11,02 65,335  | 12.             | Natasha Hansen 11,583 | Miriam Welte Monique Sullivan 11,527 | NQ              | NQ              | NQ                    | NQ              | NQ              | NQ              | NQ      | [ 43 ] |
| Monique Sullivan              | indywidualnie (k) | 11,143 64,614 | 17.             | Katy Marchant 11,529  | Miriam Welte Kate O’Brien 11,620     | NQ              | NQ              | NQ                    | NQ              | NQ              | NQ              | NQ      | [ 43 ] |
| Kate O’Brien Monique Sullivan | drużynowo (k)     | 33,735        | 7.              | N/A                   | N/A                                  | N/A             | N/A             | N/A                   | Rosja · 33,684  | NQ              | NQ              | 8.      | [ 43 ] |

Wyścig na dochodzenie drużynowy
| Zawodnik                                                                    | Konkurencja | Kwalifikacje | Kwalifikacje | Pierwsza runda             | Pierwsza runda | Finał                    | Finał | Źródło |
| Zawodnik                                                                    | Konkurencja | Czas         | M.           | Przeciwnik Wynik           | M.             | Przeciwnik Wynik         | M.    | Źródło |
| --------------------------------------------------------------------------- | ----------- | ------------ | ------------ | -------------------------- | -------------- | ------------------------ | ----- | ------ |
| Allison Beveridge Jasmin Glaesser Laura Brown Georgia Simmerling Kirsti Lay | Kobiety     | 4:19,599     | 4.           | Wielka Brytania · 4:15,636 | 3.             | Nowa Zelandia · 4:14,627 | brąz  | [ 43 ] |

Keirin
| Zawodnik         | Konkurencja | Runda 1 | Repesaż | Runda 2 | Finał   | Źródło |
| Zawodnik         | Konkurencja | Pozycja | Pozycja | Pozycja | Pozycja | Źródło |
| ---------------- | ----------- | ------- | ------- | ------- | ------- | ------ |
| Kate O’Brien     | kobiety     | 6.      | 2.      | NQ      | NQ      | [ 43 ] |
| Monique Sullivan | kobiety     | 6.      | 5.      | NQ      | NQ      | [ 43 ] |
| Hugo Barrette    | mężczyźni   | 4.      | 2.      | NQ      | NQ      | [ 44 ] |

Omnium
| Zawodnik          | Konkurencja | Scratch | Scratch | Wyścig na dochodzenie | Wyścig na dochodzenie | Wyścig na dochodzenie | Wyścig eliminacyjny | Wyścig eliminacyjny | Wyścig na 500 m | Wyścig na 500 m | Wyścig na 500 m | Okrążenie start lotny | Okrążenie start lotny | Okrążenie start lotny | Wyścig punktowy | Wyścig punktowy | Suma punktów | Pozycja | Źródło |
| Zawodnik          | Konkurencja | Pozycja | Punkty  | Czas                  | Pozycja               | Punkty                | Pozycja             | Punkty              | Czas            | Pozycja         | Punkty          | Czas                  | Pozycja               | Punkty                | Punkty          | Pozycja         | Suma punktów | Pozycja | Źródło |
| ----------------- | ----------- | ------- | ------- | --------------------- | --------------------- | --------------------- | ------------------- | ------------------- | --------------- | --------------- | --------------- | --------------------- | --------------------- | --------------------- | --------------- | --------------- | ------------ | ------- | ------ |
| Allison Beveridge | kobiety     | 15.     | 14      | 3:36,938              | 9.                    | 24                    | 14.                 | 12                  | 36,247          | 9.              | 24              | 14,140                | 6.                    | 30                    | 0               | 17.             | 168          | 11.     | [ 45 ] |

#### Kolarstwo górskie
| Zawodnik          | Konkurencja       | Czas    | Pozycja | Źródło |
| ----------------- | ----------------- | ------- | ------- | ------ |
| Léandre Bouchard  | cross-country (m) | 1:42:43 | 27.     | [ 46 ] |
| Raphaël Gagné     | cross-country (m) | LAP     | 43.     | [ 46 ] |
| Emily Batty       | cross-country (k) | 1:31:43 | 4.      | [ 46 ] |
| Catharine Pendrel | cross-country (k) | 1:31:41 | brąz    | [ 46 ] |

#### Kolarstwo BMX
| Zawodniczka | Konkurencja | Eliminacje | Eliminacje | Ćwierćfinał | Ćwierćfinał | Półfinał | Półfinał | Finał  | Finał   | Źródło |
| Zawodniczka | Konkurencja | Wynik      | Miejsce    | Wynik       | Miejsce     | Wynik    | Miejsce  | Wynik  | Miejsce | Źródło |
| ----------- | ----------- | ---------- | ---------- | ----------- | ----------- | -------- | -------- | ------ | ------- | ------ |
| Tory Nyhaug | mężczyźni   | 35,422     | 18.        | 4           | 1.          | 12       | 4.       | 35,657 | 5.      | [ 47 ] |

### Koszykówka
Turniej kobiet
- Reprezentacja kobiet

| - Miah-Marie Langlois - Kia Nurse - Shona Thorburn - Nayo Raincock-Ekunwe - Kim Gaucher - Miranda Ayim |  | - Nirra Fields - Natalie Achonwa - Lizanne Murphy - Tamara Tatham - Katherine Plouffe - Michelle Plouffe |

| Drużyna | Konkurencja | Faza grupowa     | Faza grupowa     | Faza grupowa     | Faza grupowa            | Faza grupowa     | Faza grupowa | Ćwierćfinały     | Półfinały        | Finał            | Pozycja | Źródło |
| Drużyna | Konkurencja | Przeciwnik Wynik | Przeciwnik Wynik | Przeciwnik Wynik | Przeciwnik Wynik        | Przeciwnik Wynik | Pozycja      | Przeciwnik Wynik | Przeciwnik Wynik | Przeciwnik Wynik | Pozycja | Źródło |
| ------- | ----------- | ---------------- | ---------------- | ---------------- | ----------------------- | ---------------- | ------------ | ---------------- | ---------------- | ---------------- | ------- | ------ |
| Kanada  | kobiety     | Chiny 80-68      | Serbia 71-67     | Senegal 68-58    | Stany Zjednoczone 51-81 | Hiszpania 60-73  | 3.           | Francja 63-68    | NQ               | NQ               | NQ      | [ 48 ] |

### Lekkoatletyka
Mężczyźni
Konkurencje biegowe
| Zawodnik                                                                 | Konkurencja           | Eliminacje | Eliminacje | Ćwierćfinał | Ćwierćfinał | Półfinał | Półfinał | Finał    | Finał   | Źródło |
| Zawodnik                                                                 | Konkurencja           | Wynik      | Miejsce    | Wynik       | Miejsce     | Wynik    | Miejsce  | Wynik    | Miejsce | Źródło |
| ------------------------------------------------------------------------ | --------------------- | ---------- | ---------- | ----------- | ----------- | -------- | -------- | -------- | ------- | ------ |
| Aaron Brown                                                              | 100 m                 | N/A        | N/A        | 10,24       | 31.         | NQ       | NQ       | NQ       | NQ      | [ 49 ] |
| Andre De Grasse                                                          | 100 m                 | N/A        | N/A        | 10,04       | 3.          | 9,92     | 2.       | 9,91     | brąz    | [ 49 ] |
| Akeem Haynes                                                             | 100 m                 | N/A        | N/A        | 10,22       | 26.         | NQ       | NQ       | NQ       | NQ      | [ 49 ] |
| Aaron Brown                                                              | 200 m                 | 20,23      | 11.        | N/A         | N/A         | 20,37    | 16.      | NQ       | NQ      | [ 50 ] |
| Andre De Grasse                                                          | 200 m                 | 20,09      | 1.         | N/A         | N/A         | 19,80    | 2.       | 20,02    | srebro  | [ 50 ] |
| Brendon Rodney                                                           | 200 m                 | 20,34      | 21.        | N/A         | N/A         | NQ       | NQ       | NQ       | NQ      | [ 50 ] |
| Brandon McBride                                                          | 800 m                 | 1:45,99    | 7.         | N/A         | N/A         | 1:45,41  | 14.      | NQ       | NQ      | [ 51 ] |
| Anthony Romaniw                                                          | 800 m                 | 1:47,59    | 27.        | N/A         | N/A         | NQ       | NQ       |          |         | [ 51 ] |
| Nathan Brannen                                                           | 1500 m                | 3:47,07    | 28.        | N/A         | N/A         | 3:40,20  | 11.      | 3:51,45  | 10.     | [ 52 ] |
| Charles Philibert-Thiboutot                                              | 1500 m                | 3:40,04    | 18.        | N/A         | N/A         | 3:40,79  | 16.      | NQ       | NQ      | [ 52 ] |
| Lucas Bruchet                                                            | 5000 m                | 14:02,02   | 37.        | N/A         | N/A         | N/A      | N/A      | NQ       | NQ      | [ 53 ] |
| Mohammed Ahmed                                                           | 5000 m                | 13:21,00   | 6.         | N/A         | N/A         | N/A      | N/A      | 13:05,94 | 4.      | [ 53 ] |
| Mohammed Ahmed                                                           | 10 000 m              | N/A        | N/A        | N/A         | N/A         | N/A      | N/A      | 29:32,84 | 32.     | [ 54 ] |
| Johnathan Cabral                                                         | 110 m przez płotki    | 13,63      | 19.        | N/A         | N/A         | 13,41    | 8.       | 13,41    | 6.      | [ 55 ] |
| Sekou Kaba                                                               | 110 m przez płotki    | 13,70      | 20.        | N/A         | N/A         | NQ       | NQ       | NQ       | NQ      | [ 55 ] |
| Matthew Hughes                                                           | 3000 m z przeszkodami | 8:26,27    | 11.        | N/A         | N/A         | N/A      | N/A      | 8:36,83  | 10.     | [ 56 ] |
| Taylor Milne                                                             | 3000 m z przeszkodami | 8:34,38    | 26.        | N/A         | N/A         | N/A      | N/A      | NQ       | NQ      | [ 56 ] |
| Chris Winter                                                             | 3000 m z przeszkodami | 8:33,95    | 25.        | N/A         | N/A         | N/A      | N/A      | NQ       | NQ      | [ 56 ] |
| Reid Coolsaet                                                            | maraton               | N/A        | N/A        | N/A         | N/A         | N/A      | N/A      | 2:14:58  | 23.     | [ 57 ] |
| Eric Gillis                                                              | maraton               | N/A        | N/A        | N/A         | N/A         | N/A      | N/A      | 2:12:29  | 10.     | [ 57 ] |
| Aaron Brown Andre De Grasse Akeem Haynes Brendon Rodney Mobolade Ajomale | sztafeta 4 × 100 m    | 37,89      | 4.         | N/A         | N/A         | N/A      | N/A      | 37,64    | brąz    | [ 59 ] |
| Evan Dunfee                                                              | chód na 20 km         | N/A        | N/A        | N/A         | N/A         | N/A      | N/A      | 1:20,49  | 10.     | [ 60 ] |
| Iñaki Gomez                                                              | chód na 20 km         | N/A        | N/A        | N/A         | N/A         | N/A      | N/A      | 1:21:12  | 12.     | [ 60 ] |
| Benjamin Thorne                                                          | chód na 20 km         | N/A        | N/A        | N/A         | N/A         | N/A      | N/A      | 1:22:28  | 27.     | [ 60 ] |
| Mathieu Bilodeau                                                         | chód na 50 km         | N/A        | N/A        | N/A         | N/A         | N/A      | N/A      | DNF      | DNF     | [ 61 ] |
| Evan Dunfee                                                              | chód na 50 km         | N/A        | N/A        | N/A         | N/A         | N/A      | N/A      | 3:41:38  | 4.      | [ 61 ] |

Konkurencje techniczne
| Zawodnik        | Konkurencja    | Kwalifikacje | Kwalifikacje | Finał | Finał   | Źródło |
| Zawodnik        | Konkurencja    | Wynik        | Miejsce      | Wynik | Miejsce | Źródło |
| --------------- | -------------- | ------------ | ------------ | ----- | ------- | ------ |
| Tim Nedow       | pchnięcie kulą | 20,00        | 16.          | NQ    | NQ      | [ 62 ] |
| Derek Drouin    | skok wzwyż     | 2,29         | 1.           | 2,38  | złoto   | [ 63 ] |
| Michael Mason   | skok wzwyż     | 2,26         | 18.          | NQ    | NQ      | [ 63 ] |
| Shawnacy Barber | skok o tyczce  | 5,70         | 7.           | 5,50  | 10.     | [ 64 ] |

Dziesięciobój
| Zawodnik      | Konkurencja | 100 m | LJ   | SP    | HJ   | 400 m | 110H  | DT    | PV   | JT    | 1500 m  | Razem | Pozycja | Źródła |
| ------------- | ----------- | ----- | ---- | ----- | ---- | ----- | ----- | ----- | ---- | ----- | ------- | ----- | ------- | ------ |
| Damian Warner | Rezultat    | 10,30 | 7,67 | 13,66 | 2,04 | 47,35 | 13,58 | 44,93 | 4,70 | 63,19 | 4:24,90 | 8666  | brąz    | [ 65 ] |
| Damian Warner | Punkty      | 1023  | 977  | 708   | 840  | 941   | 1029  | 765   | 819  | 786   | 778     | 8666  | brąz    | [ 65 ] |

Kobiety
Konkurencje biegowe
| Zawodnik                                                       | Konkurencja           | Eliminacje | Eliminacje | Ćwierćfinał | Ćwierćfinał | Półfinał | Półfinał | Finał    | Finał   | Źródło |
| Zawodnik                                                       | Konkurencja           | Wynik      | Miejsce    | Wynik       | Miejsce     | Wynik    | Miejsce  | Wynik    | Miejsce | Źródło |
| -------------------------------------------------------------- | --------------------- | ---------- | ---------- | ----------- | ----------- | -------- | -------- | -------- | ------- | ------ |
| Khamica Bingham                                                | 100 m                 | BYE        | BYE        | 11,41       | 25.         | NQ       | NQ       | NQ       | NQ      | [ 66 ] |
| Crystal Emmanuel                                               | 100 m                 | BYE        | BYE        | 11,43       | 28.         | NQ       | NQ       | NQ       | NQ      | [ 66 ] |
| Crystal Emmanuel                                               | 200 m                 | 22,80      | 19.        | N/A         | N/A         | 23,05    | 23.      | NQ       | NQ      | [ 67 ] |
| Kimberly Hyacinthe                                             | 200 m                 | DNS        | DNS        | N/A         | N/A         | NQ       | NQ       | NQ       | NQ      | [ 67 ] |
| Alicia Brown                                                   | 400 m                 | 52,27      | 28.        | N/A         | N/A         | NQ       | NQ       | NQ       | NQ      | [ 68 ] |
| Kendra Clarke                                                  | 400 m                 | 53,61      | 48.        | N/A         | N/A         | NQ       | NQ       | NQ       | NQ      | [ 68 ] |
| Carline Muir                                                   | 400 m                 | 51,57      | 16.        | N/A         | N/A         | 51,11    | 12.      | NQ       | NQ      | [ 68 ] |
| Melissa Bishop                                                 | 800 m                 | 1:58,38    | 1.         | N/A         | N/A         | 1:59,05  | 6.       | 1:57,02  | 4.      | [ 69 ] |
| Nicole Sifuentes                                               | 1500 m                | 4:07,43    | 12.        | N/A         | N/A         | 4:08,53  | 18.      | NQ       | NQ      | [ 70 ] |
| Gabriela Stafford                                              | 1500 m                | 4:09,45    | 19.        | N/A         | N/A         | NQ       | NQ       | NQ       | NQ      | [ 70 ] |
| Hilary Stellingwerff                                           | 1500 m                | 4:12,00    | 31.        | N/A         | N/A         | NQ       | NQ       | NQ       | NQ      | [ 70 ] |
| Jessica O’Connell                                              | 5000 m                | 15:51,18   | 26.        | N/A         | N/A         | N/A      | N/A      | NQ       | NQ      | [ 71 ] |
| Andrea Seccafien                                               | 5000 m                | 15:30,32   | 20.        | N/A         | N/A         | N/A      | N/A      | NQ       | NQ      | [ 71 ] |
| Lanni Marchant                                                 | 10 000 m              | N/A        | N/A        | N/A         | N/A         | N/A      | N/A      | 32:04,21 | 25.     | [ 72 ] |
| Natasha Wodak                                                  | 10 000 m              | N/A        | N/A        | N/A         | N/A         | N/A      | N/A      | 31:53.14 | 22.     | [ 72 ] |
| Phylicia George                                                | 100 m przez płotki    | 12.83      | 8.         | N/A         | N/A         | 12,77    | 7.       | 12,89    | 8.      | [ 73 ] |
| Nikkita Holder                                                 | 100 m przez płotki    | 12.92      | 20.        | N/A         | N/A         | DSQ      | DSQ      | DSQ      | DSQ     | [ 73 ] |
| Angela Whyte                                                   | 100 m przez płotki    | 13,09      | 30.        | N/A         | N/A         | NQ       | NQ       | NQ       | NQ      | [ 73 ] |
| Chanice Chase-Taylor                                           | 400 m przez płotki    | 1:02,83    | 47.        | N/A         | N/A         | NQ       | NQ       | NQ       | NQ      | [ 74 ] |
| Noelle Montcalm                                                | 400 m przez płotki    | 56,07      | 14.        | N/A         | N/A         | 56,28    | 18.      | NQ       | NQ      | [ 74 ] |
| Sage Watson                                                    | 400 m przez płotki    | 55.93      | 12.        | N/A         | N/A         | 55,44    | 11.      | NQ       | NQ      | [ 74 ] |
| Maria Bernard                                                  | 3000 m z przeszkodami | 9:50,17    | 42.        | N/A         | N/A         | N/A      | N/A      | NQ       | NQ      | [ 75 ] |
| Geneviève Lalonde                                              | 3000 m z przeszkodami | 9:30,24    | 14.        | N/A         | N/A         | N/A      | N/A      | 9:41,88  | 16.     | [ 75 ] |
| Erin Teschuk                                                   | 3000 m z przeszkodami | 9:53.70    | 46.        | N/A         | N/A         | N/A      | N/A      | NQ       | NQ      | [ 75 ] |
| Krista DuChene                                                 | maraton               | N/A        | N/A        | N/A         | N/A         | N/A      | N/A      | 2:35:29  | 35.     | [ 76 ] |
| Lanni Marchant                                                 | maraton               | N/A        | N/A        | N/A         | N/A         | N/A      | N/A      | 2:33:08  | 24.     | [ 76 ] |
| Khamica Bingham Crystal Emmanuel Phylicia George Farah Jacques | sztafeta 4 × 100 m    | 42.70      | 8.         | N/A         | N/A         | N/A      | N/A      | 43.15    | 7.      | [ 77 ] |
| Alicia Brown Noelle Montcalm Carline Muir Sage Watson          | sztafeta 4 × 400 m    | 3:24,94    | 5.         | N/A         | N/A         | N/A      | N/A      | 3:26,43  | 4.      | [ 78 ] |

Konkurencje techniczne
| Zawodniczka         | Konkurencja    | Kwalifikacje | Kwalifikacje | Finał | Finał   | Źródło |
| Zawodniczka         | Konkurencja    | Wynik        | Miejsce      | Wynik | Miejsce | Źródło |
| ------------------- | -------------- | ------------ | ------------ | ----- | ------- | ------ |
| Christabel Nettey   | skok w dal     | 6.37         | 12.          | NQ    | NQ      | [ 79 ] |
| Alyxandria Treasure | skok wzwyż     | 1.94         | 10.          | 1.88  | 17.     | [ 80 ] |
| Kelsie Ahbe         | skok o tyczce  | 4.55         | 5.           | 4.50  | 12.     | [ 81 ] |
| Anicka Newell       | skok o tyczce  | 4.15         | 17.          | NQ    | NQ      | [ 81 ] |
| Alysha Newman       | skok o tyczce  | 4.45         | 19.          | NQ    | NQ      | [ 81 ] |
| Brittany Crew       | pchnięcie kulą | 17.45        | 18.          | NQ    | NQ      | [ 82 ] |
| Taryn Suttie        | pchnięcie kulą | 16.74        | 28.          | NQ    | NQ      | [ 82 ] |
| Liz Gleadle         | rzut oszczepem | 60.28        | 16.          | NQ    | NQ      | [ 83 ] |
| Heather Steacy      | rzut młotem    | 66.01        | 23.          | NQ    | NQ      | [ 84 ] |

Siedmiobój
| Zawodniczka           | Konkurencja | 100H  | HJ   | SP    | 200 m | LJ   | JT    | 800 m   | Razem | Pozycja | Źródło |
| --------------------- | ----------- | ----- | ---- | ----- | ----- | ---- | ----- | ------- | ----- | ------- | ------ |
| Brianne Theisen-Eaton | Rezultat    | 13,18 | 1,86 | 13,45 | 24,18 | 6,48 | 47,36 | 2:09,50 | 6653  | brąz    | [ 85 ] |
| Brianne Theisen-Eaton | Punkty      | 1097  | 1054 | 757   | 963   | 1001 | 809   | 972     | 6653  | brąz    | [ 85 ] |

### Łucznictwo
| Zawodnik                | Konkurencja       | Runda rankingowa | Runda rankingowa | 1/32             | 1/16             | 1/8              | Ćwierćfinały     | Półfinały        | Finał            | Finał   | Źródło |
| Zawodnik                | Konkurencja       | Wynik            | Miejsce          | Przeciwnik Wynik | Przeciwnik Wynik | Przeciwnik Wynik | Przeciwnik Wynik | Przeciwnik Wynik | Przeciwnik Wynik | Pozycja | Źródło |
| ----------------------- | ----------------- | ---------------- | ---------------- | ---------------- | ---------------- | ---------------- | ---------------- | ---------------- | ---------------- | ------- | ------ |
| Crispin Duenas          | indywidualnie (m) | 669              | 18.              | Galiazzo W 6-5   | Garrett P 3-7    | NQ               | NQ               | NQ               | NQ               | NQ      | [ 86 ] |
| Georcy-Stéphanie Picard | indywidualnie (k) | 585              | 61.              | Tan P 1-7        | NQ               | NQ               | NQ               | NQ               | NQ               | NQ      | [ 87 ] |

### Pięciobój nowoczesny
| Zawodnik       | Konkurencja | Szermierka      | Szermierka | Szermierka | Pływanie | Pływanie | Pływanie | Jazda konna | Jazda konna | Jazda konna | Kombinacja: strzelanie/bieg przełajowy | Kombinacja: strzelanie/bieg przełajowy | Kombinacja: strzelanie/bieg przełajowy | Suma punktów | Pozycja | Źródło |
| Zawodnik       | Konkurencja | Wynik (wygrane) | M.         | Punkty     | Czas     | M.       | Punkty   | Kary        | M.          | Punkty      | Czas                                   | M.                                     | Punkty                                 | Suma punktów | Pozycja | Źródło |
| -------------- | ----------- | --------------- | ---------- | ---------- | -------- | -------- | -------- | ----------- | ----------- | ----------- | -------------------------------------- | -------------------------------------- | -------------------------------------- | ------------ | ------- | ------ |
| Melanie McCann | kobiety     | 23              | 3.         | 240        | 2:20,81  | 26.      | 278      | 0           | 3.          | 300         | 13:42,43                               | 32.                                    | 478                                    | 1296         | 15.     | [ 88 ] |
| Donna Vakalis  | kobiety     | 22              | 4.         | 233        | 2:22,12  | 31.      | 274      | EL          | EL          | EL          | 13:56,19                               | 31.                                    | 484                                    | 991          | 32.     | [ 88 ] |

### Piłka nożna
Turniej kobiet
- Reprezentacja kobiet

| - Stephanie Labbé - Allysha Chapman - Kadeisha Buchanan - Shelina Zadorsky - Rebecca Quinn - Deanne Rose - Rhian Wilkinson - Diana Matheson - Josée Bélanger |  | - Ashley Lawrence - Desiree Scott - Christine Sinclair - Sophie Schmidt - Melissa Tancredi - Nichelle Prince - Janine Beckie - Jessie Fleming - Sabrina D’Angelo |

| Drużyna | Konkurencja    | Faza grupowa     | Faza grupowa     | Faza grupowa     | Faza grupowa | Ćwierćfinały     | Półfinały        | Finał mecz o 3. miejsce | Pozycja | Źródło |
| Drużyna | Konkurencja    | Przeciwnik Wynik | Przeciwnik Wynik | Przeciwnik Wynik | Pozycja      | Przeciwnik Wynik | Przeciwnik Wynik | Przeciwnik Wynik        | Pozycja | Źródło |
| ------- | -------------- | ---------------- | ---------------- | ---------------- | ------------ | ---------------- | ---------------- | ----------------------- | ------- | ------ |
| Kanada  | turniej kobiet | Australia 2:0    | Zimbabwe 3:1     | Niemcy 1:2       | 1.           | Francja 1:0      | Niemcy 0:2       | Brazylia 2:1            | brąz    | [ 89 ] |

### Pływanie
Mężczyźni
| Zawodnik                                                        | Konkurencja       | Eliminacje | Eliminacje | Półfinał | Półfinał | Finał     | Finał   | Źródło |
| Zawodnik                                                        | Konkurencja       | Czas       | Miejsce    | Czas     | Miejsce  | Czas      | Miejsce | Źródło |
| --------------------------------------------------------------- | ----------------- | ---------- | ---------- | -------- | -------- | --------- | ------- | ------ |
| Yuri Kisil                                                      | 50 m dowolnym     | 22,50      | 35.        | NQ       | [ 90 ]   |           |         |        |
| Santo Condorelli                                                | 50 m dowolnym     | 21,83      | 10.        | 21,97    | [ 90 ]   | 12.       | NQ      | NQ     |
| Santo Condorelli                                                | 100 m dowolnym    | 48,22      | 5.         | 47,93    | 3.       | 47,88     | 4.      | [ 91 ] |
| Yuri Kisil                                                      | 100 m dowolnym    | 48,49      | 11.        | 48,28    | 11.      | NQ        | NQ      | [ 91 ] |
| Ryan Cochrane                                                   | 400 m dowolnym    | 3:45,83    | 11.        | N/A      | N/A      | NQ        | NQ      | [ 92 ] |
| Ryan Cochrane                                                   | 1500 m dowolnym   | 14:53,44   | 7.         | N/A      | N/A      | 14:49,61  | 6.      | [ 93 ] |
| Javier Acevedo                                                  | 100 m grzbietowym | 54,11      | 17.        | NQ       | NQ       | NQ        | NQ      | [ 94 ] |
| Jason Block                                                     | 100 m klasycznym  | 1:00,71    | 24.        | NQ       | NQ       | NQ        | NQ      | [ 95 ] |
| Ashton Baumann                                                  | 200 m klasycznym  | 2:12,61    | 24.        | NQ       | NQ       | NQ        | NQ      | [ 96 ] |
| Santo Condorelli                                                | 100 m motylkowym  | 51,99      | 14.        | 51,83    | 12.      | NQ        | NQ      | [ 97 ] |
| Richard Weinberger                                              | 10 km             | NQ         | NQ         | NQ       | NQ       | 1:53:16,4 | 17.     | [ 98 ] |
| Santo Condorelli Yuri Kisil Markus Thormeyer Evan van Moerkerke | 4 × 100m dowolnym | 3:14,06    | 5.         | N/A      | N/A      | 3:14,35   | 7.      | [ 99 ] |

Kobiety
| Zawodniczka                                                                             | Konkurencja       | Eliminacje | Eliminacje | Półfinał | Półfinał | Finał     | Finał   | Źródło  |
| Zawodniczka                                                                             | Konkurencja       | Czas       | Miejsce    | Czas     | Miejsce  | Czas      | Miejsce | Źródło  |
| --------------------------------------------------------------------------------------- | ----------------- | ---------- | ---------- | -------- | -------- | --------- | ------- | ------- |
| Chantal van Landeghem                                                                   | 50m dowolnym      | 24,57      | 8.         | 24,61    | 10.      | NQ        | NQ      | [ 100 ] |
| Michelle Williams                                                                       | 50m dowolnym      | 24,91      | 18.        | NQ       | NQ       | NQ        | NQ      | [ 100 ] |
| Penny Oleksiak                                                                          | 100 m dowolnym    | 53,53      | 5.         | 52,72    | 2.       | 52,70     | złoto   | [ 101 ] |
| Chantal van Landeghem                                                                   | 100 m dowolnym    | 53,89      | 9.         | 54,00    | 10.      | NQ        | NQ      | [ 101 ] |
| Katerine Savard                                                                         | 200 m dowolnym    | 1:57,15    | 13.        | 1:57,80  | 15.      | NQ        | NQ      | [ 102 ] |
| Brittany MacLean                                                                        | 200 m dowolnym    | 1:57,74    | 16.        | 1:57,36  | 10.      | NQ        | NQ      | [ 102 ] |
| Emily Overholt                                                                          | 400 m dowolnym    | 4:16,24    | 25.        | N/A      | N/A      | NQ        | NQ      | [ 103 ] |
| Brittany MacLean                                                                        | 400 m dowolnym    | 4:03,43    | 5.         | N/A      | N/A      | NQ        | NQ      | [ 103 ] |
| Brittany MacLean                                                                        | 800 m dowolnym    | 8:26,43    | 10.        | N/A      | N/A      | NQ        | NQ      | [ 104 ] |
| Kylie Masse                                                                             | 100 m grzbietowym | 59,07      | 3.         | 59,06    | 5.       | 58,76     | brąz    | [ 105 ] |
| Dominique Bouchard                                                                      | 100 m grzbietowym | 1:00,18    | 12.        | 1:00,54  | 12.      | NQ        | NQ      | [ 105 ] |
| Hilary Caldwell                                                                         | 200 m grzbietowym | 2:07,40    | 2.         | 2:07,17  | 2.       | 2:07,54   | brąz    | [ 106 ] |
| Dominique Bouchard                                                                      | 200 m grzbietowym | 2:08,87    | 7.         | 2:09,07  | 10.      | NQ        | NQ      | [ 106 ] |
| Rachel Nicol                                                                            | 100 m klasycznym  | 1:06,85    | 11.        | 1:06,73  | 8.       | 1:06,68   | 6.      | [ 107 ] |
| Kierra Smith                                                                            | 100 m klasycznym  | 1:07,41    | 19.        | NQ       | NQ       | NQ        | NQ      | [ 107 ] |
| Kierra Smith                                                                            | 200 m klasycznym  | 2:23,69    | 6.         | 2:22,87  | 8.       | 2:23,19   | 7.      | [ 108 ] |
| Martha McCabe                                                                           | 200 m klasycznym  | 2:28,62    | 23.        | NQ       | NQ       | NQ        | NQ      | [ 108 ] |
| Penny Oleksiak                                                                          | 100m motylkowym   | 56,73      | 3.         | 57,10    | 5.       | 56,46     | srebro  | [ 109 ] |
| Noemie Thomas                                                                           | 100m motylkowym   | 58,27      | 17.        | NQ       | NQ       | NQ        | NQ      | [ 109 ] |
| Audrey Lacroix                                                                          | 200 m motylkowym  | 2:09,21    | 16.        | 2:09,95  | 16.      | NQ        | NQ      | [ 110 ] |
| Sydney Pickrem                                                                          | 200 m zmiennym    | 2:11,06    | 8.         | 2:10,57  | 7.       | 2:11,22   | 6.      | [ 111 ] |
| Erika Seltenreich-Hodgson                                                               | 200 m zmiennym    | 2:12,56    | 14.        | 2:12,25  | 14.      | NQ        | NQ      |         |
| Emily Overholt                                                                          | 400 m zmiennym    | 4:36,54    | 8.         | N/A      | N/A      | 4:34,70   | 5.      | [ 112 ] |
| Sydney Pickrem                                                                          | 400 m zmiennym    | 4:38,06    | 12         | N/A      | N/A      | NQ        | NQ      | [ 112 ] |
| Stephanie Horner                                                                        | 10 km             | N/A        | N/A        | N/A      | N/A      | 1:59:21,1 | 23.     | [ 113 ] |
| Sandrine Mainville Chantal van Landeghem Michelle Williams Taylor Ruck Penny Oleksiak   | 4 × 100m dowolnym | 3:33,84    | 3.         | N/A      | N/A      | 3:32,89   | brąz    | [ 114 ] |
| Katerine Savard Taylor Ruck Emily Overholt Kennedy Goss Brittany MacLean Penny Oleksiak | 4 × 200m dowolnym | 7:51,99    | 6.         | N/A      | N/A      | 7:45,39   | brąz    | [ 115 ] |
| Kylie Masse Rachel Nicol Noemie Thomas Taylor Ruck Penny Oleksiak Chantal van Landeghem | 4 × 100m zmiennym | 3:56,80    | 2.         | N/A      | N/A      | 3:55,49   | 5.      | [ 116 ] |

### Pływanie synchroniczne
| Zawodnik                          | Konkurencja | Eliminacje                    | Eliminacje                    | Eliminacje                 | Eliminacje                 | Eliminacje         | Eliminacje         | Finał         | Finał         | Finał    | Finał   | Źródło  |
| Zawodnik                          | Konkurencja | Eliminacje – runda techniczna | Eliminacje – runda techniczna | Eliminacje – runda dowolna | Eliminacje – runda dowolna | Eliminacje – Razem | Eliminacje – Razem | Runda dowolna | Runda dowolna | Razem    | Razem   | Źródło  |
| Zawodnik                          | Konkurencja | Punkty                        | Miejsce                       | Punkty                     | Miejsce                    | Punkty             | Miejsce            | Punkty        | Miejsce       | Punkty   | Miejsce | Źródło  |
| Jacqueline Simoneau Karine Thomas | Duety       | 89,2916                       | 7.                            | 90,0667                    | 7.                         | 179,3583           | 7.                 | 90,6000       | 7.            | 179,8916 | 7.      | [ 117 ] |

### Podnoszenie ciężarów
| Zawodnik                    | Konkurencja     | Rwanie | Rwanie  | Podrzut | Podrzut | Razem  | Pozycja | Źródło  |
| Zawodnik                    | Konkurencja     | Wynik  | Pozycja | Wynik   | Pozycja | Razem  | Pozycja | Źródło  |
| --------------------------- | --------------- | ------ | ------- | ------- | ------- | ------ | ------- | ------- |
| Pascal Plamondon            | -85 kg mężczyzn | 155 kg | 12.     | 190 kg  | 13.     | 345 kg | 12.     | [ 118 ] |
| Marie-Ève Beauchemin-Nadeau | -69 kg kobiet   | 98 kg  | 12.     | 130 kg  | 8.      | 228 kg | 9.      | [ 118 ] |

### Rugby union
Turniej kobiet
- Reprezentacja kobiet

| - Britt Benn - Hannah Darling - Bianca Farella - Jen Kish - Ghislaine Landry - Megan Lukan |  | - Kayla Moleschi - Karen Paquin - Kelly Russell - Ashley Steacy - Natasha Watcham-Roy - Charity Williams |

| Drużyna | Konkurencja | Faza grupowa     | Faza grupowa     | Faza grupowa         | Faza grupowa | Ćwierćfinały     | Półfinały        | Finał/Mecz 3.miejsce  | Pozycja | Źródło                          |
| Drużyna | Konkurencja | Przeciwnik Wynik | Przeciwnik Wynik | Przeciwnik Wynik     | Pozycja      | Przeciwnik Wynik | Przeciwnik Wynik | Przeciwnik Wynik      | Pozycja | Źródło                          |
| ------- | ----------- | ---------------- | ---------------- | -------------------- | ------------ | ---------------- | ---------------- | --------------------- | ------- | ------------------------------- |
| Kanada  | kobiety     | Japonia 45:0     | Brazylia 38:0    | Wielka Brytania 0:22 | 2.           | Francja 15:5     | Australia 5:17   | Wielka Brytania 33:10 | brąz    | [ 119 ] [ 120 ] [ 121 ] [ 122 ] |

### Siatkówka
Mężczyźni
- Reprezentacja mężczyzn

| - Blair Bann - Daniel Jansen Van Doorn - Frederic Winters - Gavin Schmitt - John Perrin - Graham Vigrass |  | - Jay Blankenau - Justin Duff - Nicholas Hoag - Rudy Verhoeff - Steven Marshall - Tyler Sanders |

| Drużyna | Konkurencja | Faza grupowa          | Faza grupowa     | Faza grupowa     | Faza grupowa     | Faza grupowa     | Faza grupowa | Ćwierćfinały     | Półfinały        | Finał            | Pozycja | Źródło  |
| Drużyna | Konkurencja | Przeciwnik Wynik      | Przeciwnik Wynik | Przeciwnik Wynik | Przeciwnik Wynik | Przeciwnik Wynik | Pozycja      | Przeciwnik Wynik | Przeciwnik Wynik | Przeciwnik Wynik | Pozycja | Źródło  |
| ------- | ----------- | --------------------- | ---------------- | ---------------- | ---------------- | ---------------- | ------------ | ---------------- | ---------------- | ---------------- | ------- | ------- |
| Kanada  | mężczyźni   | Stany Zjednoczone 3:0 | Brazylia 1:3     | Francja 0:3      | Meksyk 3:0       | Włochy 3:1       | 2.           | Rosja 0:3        | NQ               | NQ               | 5.      | [ 123 ] |

#### Siatkówka plażowa
Mężczyźni
| Zawodnik                    | Konkurencja | Faza grupowa                                | Faza grupowa                                  | Faza grupowa                           | Pozycja | Play-off                                 | 1/8                                    | Ćwierćfinały                          | Półfinały        | Finał/3.miejsce  | Finał/3.miejsce | Źródło  |
| Zawodnik                    | Konkurencja | Przeciwnik Wynik                            | Przeciwnik Wynik                              | Przeciwnik Wynik                       | Pozycja | Przeciwnik Wynik                         | Przeciwnik Wynik                       | Przeciwnik Wynik                      | Przeciwnik Wynik | Przeciwnik Wynik | Pozycja         | Źródło  |
| --------------------------- | ----------- | ------------------------------------------- | --------------------------------------------- | -------------------------------------- | ------- | ---------------------------------------- | -------------------------------------- | ------------------------------------- | ---------------- | ---------------- | --------------- | ------- |
| Josh Binstock Sam Schachter | mężczyźni   | Cerutti Schmidt 0:2 (19-21, 20-22)          | Carambula Ranghieri 1:2 (18-21, 21-14, 11-15) | Doppler Horst 1:2 (19-21, 21-16, 8-15) | 4.      | NQ                                       | NQ                                     | NQ                                    | NQ               | NQ               | 19.             | [ 124 ] |
| Ben Saxton Chaim Schalk     | mężczyźni   | Samoilovs Šmēdiņš 1:2 (17-21, 21-18, 13-15) | Oliveira Salgado 2:1 (17-21, 21-18, 16-14)    | Díaz González 0:2 (19-21, 18-21)       | 3.      | Fijałek Prudel 2:1 (14-21, 21-17, 15-13) | Brouwer Meeuwsen 0:2 (12-21, 15-21)    | NQ                                    | NQ               | NQ               | 9.              | [ 124 ] |
| Jamie Broder Valjas         | kobiety     | Menegatti Giombini 2:1 (15-21, 21-18, 15-9) | Ludwig Walkenhorst 0:2 (17-21, 11-21)         | Elghobashy Meawad 2:0 (21-12,21-16)    | 2.      | N/A                                      | Bansley Pavan 0:2 (16-21, 11-21)       | NQ                                    | NQ               | NQ               | 9.              | [ 125 ] |
| Bansley Pavan               | kobiety     | van der Vlist van Gestel 2:0 (21-15, 21-17) | Heidrich Zumkehr 2:0 (21-18, 21-18)           | Borger Büthe 2:0 (21-19, 21-15)        | 1.      | N/A                                      | Jamie Broder Valjas 2:0 (21-16, 21-11) | Ludwig Walkenhorst 0:2 (14-21, 14-21) | NQ               | NQ               | 5.              | [ 125 ] |

### Skoki do wody
Mężczyźni
| Zawodnik         | Konkurencja                  | Preeliminacje | Preeliminacje | Półfinał | Półfinał | Finał  | Finał   | Źródło  |
| Zawodnik         | Konkurencja                  | Punkty        | Miejsce       | Punkty   | Miejsce  | Punkty | Miejsce | Źródło  |
| ---------------- | ---------------------------- | ------------- | ------------- | -------- | -------- | ------ | ------- | ------- |
| Philippe Gagné   | trampolina 3 m indywidualnie | 400,75        | 11.           | 445,40   | 11.      | 425,30 | 11.     | [ 126 ] |
| Maxim Bouchard   | wieża 10 m indywidualnie     | 398,15        | 19.           | NQ       | NQ       | NQ     | NQ      | [ 127 ] |
| Vincent Riendeau | wieża 10 m indywidualnie     | 419,50        | 14.           | 436,30   | 14.      | NQ     | NQ      | [ 127 ] |

Kobiety
| Zawodniczka                      | Konkurencja                   | Preeliminacje | Preeliminacje | Półfinał | Półfinał | Finał  | Finał   | Źródło  |
| Zawodniczka                      | Konkurencja                   | Punkty        | Miejsce       | Punkty   | Miejsce  | Punkty | Miejsce | Źródło  |
| -------------------------------- | ----------------------------- | ------------- | ------------- | -------- | -------- | ------ | ------- | ------- |
| Jennifer Abel                    | trampolina 3 m indywidualnie  | 373,00        | 1.            | 343,45   | 3.       | 367,25 | 4.      | [ 128 ] |
| Pamela Ware                      | trampolina 3 m indywidualnie  | 329,10        | 7.            | 318,25   | 9.       | 323,15 | 7.      | [ 128 ] |
| Meaghan Benfeito                 | wieża 10 m indywidualnie      | 329,15        | 7.            | 332,80   | 9.       | 389,20 | brąz    | [ 129 ] |
| Roseline Filion                  | wieża 10 m indywidualnie      | 323,55        | 9.            | 336,80   | 7.       | 367,95 | 6.      | [ 129 ] |
| Jennifer Abel Pamela Ware        | trampolina 3 m synchronicznie | N/A           | N/A           | N/A      | N/A      | 298,32 | 4.      | [ 130 ] |
| Meaghan Benfeito Roseline Filion | wieża 10 m synchronicznie     | N/A           | N/A           | N/A      | N/A      | 336,18 | brąz    | [ 131 ] |

### Strzelectwo
Kobiety
| Zawodnik      | Konkurencja                | Kwalifikacje | Kwalifikacje | Półfinał | Półfinał | Finał | Finał   | Źródło  |
| Zawodnik      | Konkurencja                | Wynik        | Pozycja      | Wynik    | Pozycja  | Wynik | Pozycja | Źródło  |
| ------------- | -------------------------- | ------------ | ------------ | -------- | -------- | ----- | ------- | ------- |
| Lynda Kiejko  | Pistolet pneumatyczny 10 m | 374          | 38.          | NQ       | NQ       | NQ    | NQ      | [ 132 ] |
| Lynda Kiejko  | pistolet sportowy 25 m     | 552          | 38.          | NQ       | NQ       | NQ    | NQ      | [ 132 ] |
| Cynthia Meyer | trap                       | 67           | 7.           | NQ       | NQ       | NQ    | NQ      | [ 132 ] |

### Szermierka
Mężczyźni
| Zawodnik               | Konkurencja          | 1/32             | 1/16                  | 1/8              | Ćwierćfinały     | Półfinały        | Finał/3.miejsce  | Finał/3.miejsce | Źródło  |
| Zawodnik               | Konkurencja          | Przeciwnik Wynik | Przeciwnik Wynik      | Przeciwnik Wynik | Przeciwnik Wynik | Przeciwnik Wynik | Przeciwnik Wynik | Pozycja         | Źródło  |
| ---------------------- | -------------------- | ---------------- | --------------------- | ---------------- | ---------------- | ---------------- | ---------------- | --------------- | ------- |
| Joseph Polossifakis    | szabla indywidualnie | N/A              | Bujkiewicz P 6-15     | NQ               | NQ               | NQ               | NQ               | 23.             | [ 133 ] |
| Maximilien van Haaster | floret indywidualnie | Leal W 15-7      | Meinhardt P 4-15      | NQ               | NQ               | NQ               | NQ               | 31.             | [ 134 ] |
| Maxime Brinck-Croteau  | szpada indywidualnie | BYE              | Wadim Anochin P 14-15 | NQ               | NQ               | NQ               | NQ               | 27.             | [ 135 ] |

Kobiety
| Zawodnik          | Konkurencja          | 1/32             | 1/16             | 1/8              | Ćwierćfinały     | Półfinały        | Finał/3.miejsce  | Finał/3.miejsce | Źródło  |
| Zawodnik          | Konkurencja          | Przeciwnik Wynik | Przeciwnik Wynik | Przeciwnik Wynik | Przeciwnik Wynik | Przeciwnik Wynik | Przeciwnik Wynik | Pozycja         | Źródło  |
| ----------------- | -------------------- | ---------------- | ---------------- | ---------------- | ---------------- | ---------------- | ---------------- | --------------- | ------- |
| Eleanor Harvey    | floret indywidualnie | BYE              | Khelfaoui W 15-6 | Errigo W 15-11   | Boubakri P 13-15 | NQ               | NQ               | 7.              | [ 136 ] |
| Leonora Mackinnon | szpada indywidualnie | Pop W 15-10      | Fiamingo P 8-15  | NQ               | NQ               | NQ               | NQ               | 32.             | [ 137 ] |

### Taekwondo
Kobiety
| Zawodnik         | Konkurencja     | 1/8              | Ćwierćfinał      | Półfinał         | Repesaż          | Finał/3.miejsce  | Finał/3.miejsce | Źródło  |
| Zawodnik         | Konkurencja     | Przeciwnik Wynik | Przeciwnik Wynik | Przeciwnik Wynik | Przeciwnik Wynik | Przeciwnik Wynik | Pozycja         | Źródło  |
| ---------------- | --------------- | ---------------- | ---------------- | ---------------- | ---------------- | ---------------- | --------------- | ------- |
| Melissa Pagnotta | -67 kg (kobiet) | Oh Hye-ri P 3-9  | NQ               | NQ               | Chuang P 1-4     | NQ               | 7.              | [ 138 ] |

### Tenis stołowy
| Zawodnik    | Konkurencja        | Eliminacje       | Runda 1          | Runda 2          | Runda 3          | 1/8 finału       | Ćwierćfinały     | Półfinały        | Finał            | Finał   | Źródło  |
| Zawodnik    | Konkurencja        | Przeciwnik Wynik | Przeciwnik Wynik | Przeciwnik Wynik | Przeciwnik Wynik | Przeciwnik Wynik | Przeciwnik Wynik | Przeciwnik Wynik | Przeciwnik Wynik | Pozycja | Źródło  |
| ----------- | ------------------ | ---------------- | ---------------- | ---------------- | ---------------- | ---------------- | ---------------- | ---------------- | ---------------- | ------- | ------- |
| Eugene Wang | gra pojedyncza (m) | BYE              | Campos W 4-2     | Li W 4-0         | Wong P 0-4       | NQ               | NQ               | NQ               | NQ               | 17.     | [ 139 ] |
| Zhang Mo    | gra pojedyncza (k) | BYE              | Matelová w4-3    | Póta P 1-4       | NQ               | NQ               | NQ               | NQ               | NQ               | 33.     | [ 140 ] |

### Tenis ziemny
| Zawodnik                            | Konkurencja | 1/32                      | 1/16                                        | 1/8                                     | Ćwierćfinały                   | Półfinały                    | Finał                         | Finał   | Źródło  |
| Zawodnik                            | Konkurencja | Przeciwnik Wynik          | Przeciwnik Wynik                            | Przeciwnik Wynik                        | Przeciwnik Wynik               | Przeciwnik Wynik             | Przeciwnik Wynik              | Pozycja | Źródło  |
| ----------------------------------- | ----------- | ------------------------- | ------------------------------------------- | --------------------------------------- | ------------------------------ | ---------------------------- | ----------------------------- | ------- | ------- |
| Vasek Pospisil                      | singel (m)  | Monfils P 0:2 (1:6, 3:6)  | NQ                                          | NQ                                      | NQ                             | NQ                           | NQ                            | 33.     | [ 141 ] |
| Daniel Nestor Vasek Pospisil        | debel (m)   | N/A                       | Daniell Michael Venus W 2-1 (4:6, 6:4, 7:6) | Elias Sousa W 2-0 (6:1, 6:4)            | Fognini Seppi W 2-0 (6:3, 6:1) | López Nadal p 0-2 (6:7, 6:7) | Johnson Sock P 0-2 (2:6, 4:6) | 4.      | [ 142 ] |
| Eugenie Bouchard                    | singel (k)  | Stephens W 2-0 (6:3, 6:3) | Kerber P 0-2 (4:6, 2:6)                     | NQ                                      | NQ                             | NQ                           | NQ                            | 17.     | [ 143 ] |
| Eugenie Bouchard Gabriela Dabrowski | debel       | N/A                       | Jans-Ignacik Kania W 2-1 (6:4, 5:7, 6:3)    | Šafářová Strýcová P 1-2 (7:6, 2:6, 3:6) | NQ                             | NQ                           | NQ                            | 9.      | [ 144 ] |

### Triathlon
| Zawodnik          | Konkurencja | Pływanie (1,5 km) | Zmiana 1 | Jazda na rowerze (40 km) | Zmiana 2 | Bieg (10 km) | Czas    | Pozycja | Źródło  |
| ----------------- | ----------- | ----------------- | -------- | ------------------------ | -------- | ------------ | ------- | ------- | ------- |
| Amelie Kretz      | kobiety     | 19:10             | 0:55     | 1:04:39                  | 0:41     | 37:23        | 2:02:48 | 34.     | [ 145 ] |
| Kirsten Sweetland | kobiety     | 19:11             | 0:57     | 1:04:34                  | 0:45     | 38:49        | 2:04:16 | 41.     | [ 145 ] |
| Sarah-Anne Brault | kobiety     | 19:49             | 0:58     | 1:03:56                  | 0:43     | 39:02        | 2:04:28 | 42.     | [ 145 ] |
| Tyler Mislawchuk  | mężczyźni   | 17:31             | 0:48     | 56:23                    | 0:35     | 32:33        | 1:47:50 | 15.     | [ 146 ] |
| Andrew Yorke      | mężczyźni   | 18:17             | 0:48     | 59:10                    | 0:35     | 33:56        | 1:52:46 | 42.     | [ 146 ] |

### Wioślarstwo
| Zawodnik | Konkurencja | Eliminacje | Eliminacje | Repesaż | Repesaż | Ćwierćfinały | Ćwierćfinały | Półfinały | Półfinały       | Finał   | Finał      | Miejsce | Źródło  |
| Zawodnik | Konkurencja | Czas       | M.         | Czas    | M.      | Czas         | M.           | Czas      | M.              | Czas    | M.         | Miejsce | Źródło  |
| --- | ----------- | ---------- | ---------- | ------- | ------- | ------------ | ------------ | --------- | --------------- | ------- | ---------- | ------- | ------- |
| Julien Bahain Robert Gibson Will Dean Pascal Lussier | M4x         | 6:34,55    | 5.         | 5:56,28 | 5.      | N/A          | N/A          | N/A       | N/A             | 6:13,55 | 2. Finał B | 8.      | [ 147 ] |
| Will Crothers Tim Schrijver Conlin McCabe Kai Langerfeld | M4-         | 5:58,28    | 2.         | N/A     | N/A     | N/A          | N/A          | 6:20,66   | 2.              | 6:15,93 | 6. Finał A | 6.      | [ 148 ] |
| Maxwell Lattimer Brendan Hodge Nicolas Pratt Eric Woelfl | LM4-        | 6:19,44    | 4.         | 6:05,35 | 4.      | N/A          | N/A          | NQ        | NQ              | NQ      | NQ         | 13.     | [ 149 ] |
| Carling Zeeman | W1x         | 8:41,12    | 1.         | N/A     | N/A     | 7:34,52      | 3.           | 7:54,07   | 4. Półfinał A/B | 7:28,62 | 4. Finał B | 10.     | [ 150 ] |
| Lindsay Jennerich Patricia Obee | LW2x        | 7:03,51    | 1.         | N/A     | N/A     | N/A          | N/A          | 7:16,35   | 2. Półfinał A/B | 7:05,88 | 2. Finał A | srebro  | [ 151 ] |
| Jennifer Martins Nicole Hare | W2-         | 7:22,99    | 4.         | 8:01,09 | 4.      | N/A          | N/A          | N/A       | N/A             | 8:26,03 | 2. Finał C | 14.     | [ 152 ] |
| Cristy Nurse Lisa Roman Antje von Seydlitz-Kurzbach Christine Roper Lauren Wilkinson Susanne Grainger Natalie Mastracci Caileigh Filmer Lesley Thompson-Willie | W8x         | 6:12,44    | 3.         | 6:28,07 | 1.      | N/A          | N/A          | N/A       | N/A             | 6:06,04 | 5. Finał A | 5.      | [ 153 ] |

### Zapasy
Mężczyźni – styl wolny
| Zawodnik        | Konkurencja | Kwalifikacje     | 1/8              | Ćwierćfinał      | Półfinał         | Repesaż 1        | Repesaż 2          | Finał/3. miejsce | Finał/3. miejsce | Źródło  |
| Zawodnik        | Konkurencja | Przeciwnik Wynik | Przeciwnik Wynik | Przeciwnik Wynik | Przeciwnik Wynik | Przeciwnik Wynik | Przeciwnik Wynik   | Przeciwnik Wynik | Pozycja          | Źródło  |
| --------------- | ----------- | ---------------- | ---------------- | ---------------- | ---------------- | ---------------- | ------------------ | ---------------- | ---------------- | ------- |
| Haislan Veranes | -65 kg      | Ramonow P 1-7    | NQ               | NQ               | NQ               | Valdés W 3-3     | Mandachnaran P 0-3 | NQ               | 11.              | [ 154 ] |
| Korey Jarvis    | -125 kg     | Ghasemi P 2-5    | NQ               | NQ               | NQ               | Dżauda W 7-0     | Petriaszwili P 2-9 | NQ               | 8.               | [ 155 ] |

Kobiety – styl wolny
| Zawodnik         | Konkurencja | 1/16             | 1/8              | Ćwierćfinał      | Półfinał         | Repesaż runda 1  | Repesaż runda 2  | Finał / 3.miejsce | Finał / 3.miejsce | Źródło  |
| Zawodnik         | Konkurencja | Przeciwnik Wynik | Przeciwnik Wynik | Przeciwnik Wynik | Przeciwnik Wynik | Przeciwnik Wynik | Przeciwnik Wynik | Przeciwnik Wynik  | Pozycja           | Źródło  |
| ---------------- | ----------- | ---------------- | ---------------- | ---------------- | ---------------- | ---------------- | ---------------- | ----------------- | ----------------- | ------- |
| Jasmine Mian     | -48 kg      | BYE              | Sun P 4-14       | NQ               | NQ               | NQ               | NQ               | NQ                | 12.               | [ 156 ] |
| Jillian Gallays  | -53 kg      | Jong P 0-11      | NQ               | NQ               | NQ               | NQ               | NQ               | NQ                | 19.               | [ 156 ] |
| Michelle Fazzari | -58 kg      | BYE              | Yeşilırmak P 1-3 | NQ               | NQ               | NQ               | NQ               | NQ                | 17.               | [ 156 ] |
| Danielle Lappage | -63 kg      | Tkacz P 0-2      | NQ               | NQ               | NQ               | NQ               | NQ               | NQ                | 16.               | [ 156 ] |
| Dorothy Yeats    | -69 kg      | BYE              | Rueben W 11-1    | Doshō P 2-7      | NQ               | N/A              | Tosun W 3-2      | Fransson P 1-2    | 5.                | [ 156 ] |
| Erica Wiebe      | -75 kg      | BYE              | Selmaier W 3-0   | Zhang W 3-1      | Marzaluk W 3-0   | N/A              | N/A              | Maniurowa W 3-0   | złoto             | [ 156 ] |

### Żeglarstwo
Kobiety
| Zawodnik                  | Konkurencja  | Wyścig | Wyścig | Wyścig | Wyścig | Wyścig | Wyścig | Wyścig | Wyścig | Wyścig | Wyścig | Wyścig | Wyścig | Wyścig | Punkty | Finałowa pozycja | Źródło  |
| Zawodnik                  | Konkurencja  | 1      | 2      | 3      | 4      | 5      | 6      | 7      | 8      | 9      | 10     | 11     | 12     | M*     | Punkty | Finałowa pozycja | Źródło  |
| ------------------------- | ------------ | ------ | ------ | ------ | ------ | ------ | ------ | ------ | ------ | ------ | ------ | ------ | ------ | ------ | ------ | ---------------- | ------- |
| Brenda Bowskill           | Laser Radial | 9      | 30     | 15     | 20     | 10     | 19     | 9      | 20     | 10     | 15     | N/A    | N/A    | NQ     | 127    | 16.              | [ 157 ] |
| Erin Rafuse Danielle Boyd | 49erFX       | 5      | 4      | 11     | 16     | 16     | 16     | 18     | 17     | 12     | 18     | 16     | 14     | NQ     | 145    | 16.              | [ 158 ] |

Mężczyźni
| Zawodnik                       | Konkurencja | Wyścig | Wyścig | Wyścig | Wyścig | Wyścig | Wyścig | Wyścig | Wyścig | Wyścig | Wyścig | Wyścig | Wyścig | Wyścig | Punkty | Finałowa pozycja | Źródło  |
| Zawodnik                       | Konkurencja | 1      | 2      | 3      | 4      | 5      | 6      | 7      | 8      | 9      | 10     | 11     | 12     | M*     | Punkty | Finałowa pozycja | Źródło  |
| ------------------------------ | ----------- | ------ | ------ | ------ | ------ | ------ | ------ | ------ | ------ | ------ | ------ | ------ | ------ | ------ | ------ | ---------------- | ------- |
| Lee Parkhill                   | Laser       | 43     | 37     | 33     | 9      | 19     | 20     | 14     | 23     | 4      | 13     | N/A    | N/A    | NQ     | 172    | 23.              | [ 159 ] |
| Tom Ramshaw                    | Finn        | 19     | 12     | 22     | 13     | 9      | 17     | 22     | 20     | 20     | 19     | N/A    | N/A    | NQ     | 151    | 21.              | [ 160 ] |
| Jacob Saunders Graeme Saunders | 470         | 26     | 20     | 22     | 19     | 12     | 14     | 17     | 21     | 13     | 21     | N/A    | N/A    | NQ     | 159    | 22.              | [ 161 ] |

Open
| Zawodnik                 | Konkurencja | Wyścig | Wyścig | Wyścig | Wyścig | Wyścig | Wyścig | Wyścig | Wyścig | Wyścig | Wyścig | Wyścig | Wyścig | Wyścig | Punkty | Finałowa pozycja | Źródło  |
| Zawodnik                 | Konkurencja | 1      | 2      | 3      | 4      | 5      | 6      | 7      | 8      | 9      | 10     | 11     | 12     | M*     | Punkty | Finałowa pozycja | Źródło  |
| ------------------------ | ----------- | ------ | ------ | ------ | ------ | ------ | ------ | ------ | ------ | ------ | ------ | ------ | ------ | ------ | ------ | ---------------- | ------- |
| Luke Ramsay Nikola Girke | Nacra 17    | 4      | 15     | 8      | 10     | 16     | 9      | 18     | 21     | 15     | 12     | 17     | 9      | NQ     | 133    | 15.              | [ 162 ] |

M = Wyścig medalowy